# Ходзьо Шиґетокі
Ходзьо Шиґетокі (яп. 北条 重時; 11 вересня 1198 — 24 листопада 1261) — японський державний діяч періоду Камакура, автор повчальних та філософських праць.

## Життєпис
Походив з роду регентів Ходзьо. Був третім сином регента Ходзьо Йосітокі. У 1219 році розпочав свою кар'єру у почті сьогуна Фуджівара-но Йоріцуне. У 1221 році брав участь у поході свого батька проти імператора Ґо-Тоба. Після цього стає одним з охоронців сьогуна.
У 1223 році він отримав посаду губернатора провінції Суруга, а в 1230 році був призначений намісником сьогуна в Кіото (ракухара тандай). Цю посаду він обіймав до 1247 року (її було передано сину Шиґетокі — Ходзьо Наґатокі). У 1229–1333 роках під час великого голоду зумів налагодити постачання зерна Кіото та Камакуру. У 1236 році отримав 5-й придворний ранг, а 1237 році призначається номінальним губернатором провінції Сагамі, яку фактично контролював рід Міура. У 1238 році провів реформу поліції Кіото та провів освітлення вулиць.
Шиґетокі вирушив до Камакури, щоб допомогти регенту Токійорі в організації бакуфу. У 1246 році сприяв отриманню посади Ходзьо Токійорі. У 1245 році очолив кампанію проти піратів Сікоку та Кюсю, проте не досяг повного успіху. Надалі брав участь у перемозі над кланом Міура. Саме Шиґетокі завдав їм рішучої поразки у 1247 році.
У 1249 році призначається губернатором провінції Муцу. У 1252 році сприяв призначенню сьогуном принца Мунетака. У 1253 році захворів. У 1256 році він постригся в ченці і віддалився в ним же побудований храм школи Ріцу Гокуракудзі, де і провів решту життя на самоті і роздумах.

## Творчість
З його творів збереглося два: «Приписи пана Рокухара» — збірка практичних порад, написане в 1247 році для його сина Наґатокі, і «Послання майстра Гокуракудзі», написане незабаром після 1256 року для сина і старших членів клану. Останній текст складається зі 100 статей і написаний у стилі канамадзірі. Його основна тема — моральні обов'язки воїна і поведінка, якій в ідеалі повинні слідувати провідні представники воєнного стану. Через весь твір наскрізною ниткою проходить буддійська любов до усіх живих істот та розуміння відплати карми.